# René Rapin

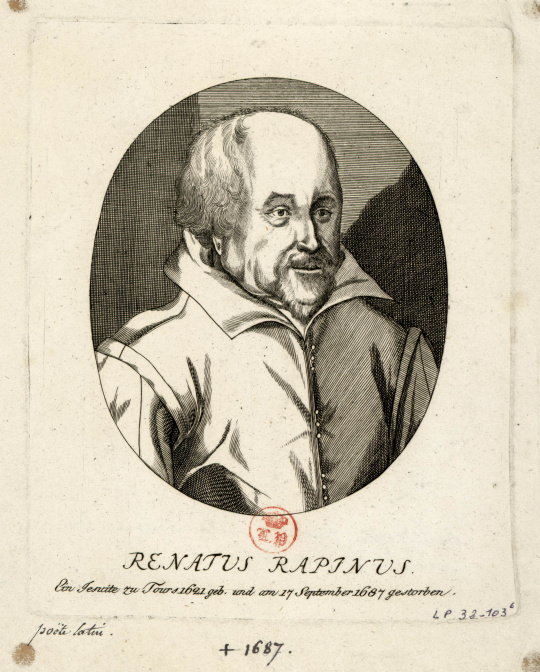

René Rapin (Tours, 3 novembre 1621 – Parigi, 27 ottobre 1687) è stato un umanista e teologo francese, appartenente all'ordine dei Gesuiti.

## Biografia
Entrato nell'ordine dei Gesuiti nel 1639 a diciotto anni, insegnò nove anni belle lettere (humanitiés) nel Collège de Clermont e diventò prefetto di studi del giovane Alfonso Mancini, nipote del Mazzarino e di Marie-Madeleine Pioche de la Vergne, meglio conosciuta come Madame de La Fayette, la futura autrice di La Princesse de Clèves.
Dedicò interamente la sua esistenza all'attività di scrittore, coltivando sia interessi letterari, sia religiosi. Frequentò l'Académie Lamoignon che, a partire dal 1667, si riuniva ogni lunedì in casa di Guillaume de Lamoignon, Primo Presidente del Parlamento di Parigi. Dalle discussioni di questa Accademia nascerà un trattato come l'Art poétique di Nicolas Boileau.

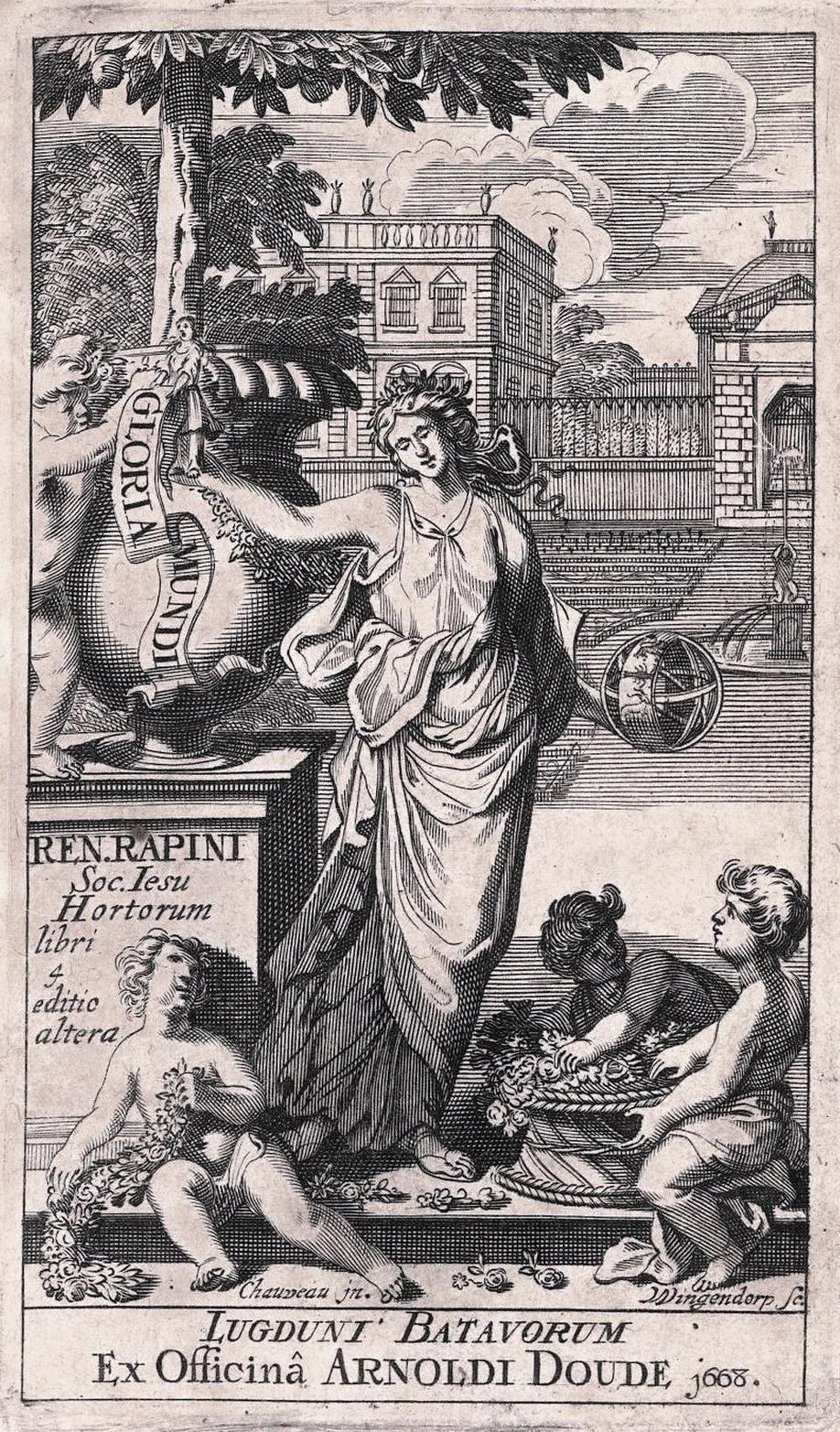
Frontespizio degli Hortorum libri di René Rapin.

Rapin è stato tra i protagonisti delle controversie teologiche e letterarie del suo tempo. Valente poeta e prosatore latino, si meritò con le sue Eglogae Sacrae (Parigi, 1659), e specialmente con il poema Hortorum libri (Parigi 1665), la fama di novello Teocrito. In questo poema, il gesuita trattò di fiori, piante, alberi, della posizione ideale per un giardino, dell'importanza che ha l'acqua per la sua bellezza e per la sua prosperità. Le reminiscenze virgiliane erano non soltanto evidenti, ma anche intenzionali. L'opera poetica era accompagnata da un trattato di giardinaggio cum disputatione de cultura hortensi. L'argomento era particolarmente attuale nell'epoca, in cui si creavano magnifici parchi, come quello di Vaux e di Versailles.
Il poeta illustrò gli splendidi effetti della natura, disciplinata dallo spirito razionale e dal gusto, conformemente alle esigenze della simmetria e dell'ordine. L'ottima fattura dei versi latini riscosse anche l'approvazione dei critici più qualificati per cultura umanistica e l'unica riserva che fu sollevata al poema si riferiva alla citazione di Cristo, a proposito di alcuni fiori, come il giglio e la passiflora. Tuttavia, nessuna seria critica poté sminuire le brillanti risorse creative espresse: il suo poema destava tale ammirazione, che qualche critico mise perfino in dubbio che l'abbia potuto scrivere Rapin. L'opera, a parte la versione francese, fu tradotta in inglese e in italiano e il suo influsso fu particolarmente sensibile nel mondo anglosassone, a partire dal 1673, anno in cui veniva diffusa la traduzione, a cura di John Evelyn.
Celebri, di Rapin, restano i componimenti aulici latini, i canti elegiaci in morte di personaggi illustri, i carmi trionfali in onore del Mazzarino e di Luigi XIV, l'Odarum Liber indirizzato al papa Clemente IX. Più validi ed efficaci, per fine acutezza e padronanza della materia, gli studi comparativi e di critica letteraria fra Virgilio ed Orazio, Omero e Virgilio, Cicerone e Demostene, Tucidide e Tito Livio, Platone, Aristotele e i Padri.
Contemporaneamente Rapin si dedicò ad un'altra serie di saggi, da lui definiti Réflexions. In sede di Réflexions, l'opera che meglio lo rese visibile al pubblico del suo tempo furono le Réflexions sur la poétique d'Aristote (1674). Qui Rapin si manifestò decisamente sostenitore degli autori antichi contro i moderni, ma prese posizione contro il genere epigrammatico; in ragione di ciò, con Vavasseur, suo confratello nella Compagnia, scoppiò una polemica, sedata a stento da Lamoignon.
Al campo religioso appartengono: De nova doctrina dissertatio, seu Evangelium jansenistarum (Parigi 1656), l'Esprit du christianisme (Parigi 1672, 1690), La Perfection du christianisme tirée de la morale de Jésus-Christ (Parigi 1673), La Foi des derniers siècles (Parigi 1679, 1690), Les artifices des hérétiques (Parigi 1681), In Augustissimum Missae Sacrificium Brevis et ad pietatem accomodata Expositio ab uno Sacerdote Societatis Jesu (Parigi 1682), La vie des Prédestinez dans la Bienheureuse Eternité (Parigi 1684, 1688, 1690), l'Histoire du Jansénisme (opera postuma, edita a Parigi nel 1861, a cura dell'abate Domenech che però ne fornì un testo mutilo, zeppo di errori, con nomi irriconoscibili) e le Mèmoires sur l'Eglise et la societé, la cour, la ville, le Jansénisme (apparse postume a Parigi nel 1865, a cura di Leon Aubineau). Le Mèmoires formano la seconda parte dell'opera l'Histoire du Jansénisme depuis son origine jusqu'à 1644; qui Rapin si soffermava su fatti dei quali era stato testimone diretto.

## Opere (selezione)
- (LA) René Rapin, De nova doctrina dissertatio seu Evangelium Jansenistarum, Parigi, 1656.
- (FR) René Rapin, Observations sur les poèmes d'Homère et de Virgile, Paris, chez Thomas Jolly, 1669. URL consultato il 12 settembre 2019.
- (FR) René Rapin, Réflexions sur l'usage de l'éloquence de ce temps, F. Muguet, 1672. URL consultato il 21 settembre 2019.
- (FR) René Rapin, L'esprit du christianisme, Chez Sebastien Mabre-Cramoisy, 1672.
- (FR) René Rapin, La perfection du christianisme, chez Sebastien Mabre-Cramoisy, 1673.
- (FR) René Rapin, Réflexions sur la poëtique d'Aristote et sur les ouvrages des poètes anciens et modernes, Paris, chez François Muguet, Imprimeur du Roy, 1673. URL consultato il 1º giugno 2019.
- (FR) René Rapin, La Foi des derniers siècles, Paris, 1679.
- (FR) René Rapin, Comparaison entre Thucydide et Tite-Live, Paris, chez François Muguet, Imprimeur du Roy, 1681. URL consultato il 1º giugno 2019.
- Les Œuvres du P. Rapin, Qui contiennent les comparaisons des grands hommes de l’Antiquité, qui ont excellé dans les belles lettres, Pierre Mortier Libraire, Amsterdam, 1709.